# Guglielmo Del Bimbo
Guglielmo Del Bimbo, född 20 oktober 1903 i Livorno, död 3 november 1973, var en italiensk roddare.
Han blev olympisk silvermedaljör i åtta med styrman vid sommarspelen 1932 i Los Angeles.